# Роженски манастир
Роженският манастир „Рождество Богородично“ е средновековен манастир, най-големият в Пиринска Македония, България. В миналото манастирът е бил ставропигиален, а днес е подчинен на Неврокопската епархия на Българската православна църква. Манастирът е обявен в 1973 година за паметник на културата с национално значение.

## Местоположение
Манастирът е разположен в югозападните склонове на Пирин, на няколко километра североизточно от Мелник. Манастирът е дал името си на съседното село Рожен.

## История
Ранната история на манастира не е ясна. Голям пожар в края на XVII век поврежда манастирските сгради и вероятно унищожава манастирския архив. При разкопки в манастирския двор са намерени накити и монети от византийския император Михаил VIII Палеолог (1259 – 1282). Косвени данни за съществуването на манастира през ΧΙΙΙ век се откриват в една приписка в гръцки ръкопис. Според Венцислав Каравълчев основател на манастира е Калист Ангеликуд. Най-ранното сигурно сведение за съществуването на обителта е приписка в ръкопис от библиотеката на Великата Лавра, в която се казва, че ръкописът е преписан в 1551 година от йеромонах Козма, игумен на манастира на „Всесвещената Богородица Розинотиса“.
През XVI век Роженската обител преживява подем. Към средата на века се строят днешното южно манастирско крило и главната църква. В края на века са украсени със стенописи църквата и трапезарията. В началото на следващия XVII век е изписана южната фасада на главния храм, а през 1662 година е украсена със стенописи и новопостроената манастирска костница „Свети Йоан Кръстител“. След пожар през втората половина на XVII век манастирът изпада в тежко положение.
Манастирът е възстановен в началото на XVIII век с финансовата помощ на богати българи от цялата страна. Реконструкцията започва през 1715 година, а църквата е изцяло завършена през 1732 година.
През 1761 година под предлог че има финансови затруднения, Роженският манастир губи своята самостоятелност и се превръща в метох на светогорския Иверски манастир. За игумени са назначавани иверски монаси. В началото на XIX век строителството в манастира продължава. По същото време той е регионален духовен център и притежава много земи в околностите. В края на XIX и началото на XX век манастирът отново запада.
В 1891 година Георги Стрезов пише за манастира:
| „ | Над селото е едноименният манастир „Рожна“, изопачено от „Рождество Богородици“. Вехто здание, над селото. Тоя манастир зависи от светогорския Иверски манастир. [...] Вярват, че иконата, старо едно изображение, в навечерието на празника сама се раздвижва от мястото си искаещи да излезе. Тогаз похващат я калугерите и я изнасят вън пред църковните врата. Всичките присъствующи минуват под иконата за здраве. В това време трепят се, бият се, кой по-напред да мине. В манастира живеят 20 калугери; четат гръцки. | “ |

След 1912 година между България и Гърция възниква спор за собствеността на Роженския манастир. Спорът е окончателно разрешен през 1921 година от Арбитражния съд в Хага в полза на България.
В края на 60-те години на XX век започват реставрационно-консервационни работи по стенописите, иконите и дърворезбите, като те са завършени в началото на 90-те години на XX век от реставраторски екип с ръководители Лозинка Койнова-Арнаудова и Александър Пенев. В 1981 година колектив под ръководството на Христина Станева завършва архитектурна и строителна консервация и реставрация на манастира.

### „Рождество Богородично“
Възстановеният в 1715 година католикон е изписан в 1727 година от Теохарис и Николаос – двамата зографи изписват сцената Успение Богородично с портрет на ктитора на източната стена на притвора, като оставят подпис „ηστορίθη ι παρούσα κ[ο]ίμησις ιπό αγιογράφων Θεοχάρι κ(αι) Νικολάου“. В 1732 година зографът Алексиос от Янина изрисува иконостасните икони и стенописи в църквата.

### „Света Богородица Вратарница“
Докато Роженският манастир е подчинен на Атонския манастир Ивирон, спазвайки църковна традиция, той получава копие на чудотворната икона, съхранявана в манастира „майка“ – в случая това е иконата на Св. Богородица Портаитиса или на български – Вратарница. Оригиналната икона е охранявала портите на Ивирон и оттам епитета Портаитиса. Копието е създадено през 1790 година от монаха зограф Яков Иверски, по поръчка на кожарския еснаф в Мелник. За разлика от останалите копия на иконата, това, дарено на Роженския манастир, е направено от светено желязо и е обкръжено от десет малки композиции, изобразяващи лековитите ѝ чудеса. Тя е подписана от автора: „ΙCΤΟΡΗΘΗ Η ΠΑΡΟΥCΑ ΑΓΙΑ ΕΙΚΩΝ ΕΙC ΑΝΤΥΤΥΠΟΝ ΤΗC ΠΟΡΤΑΙΤΙCCΗ(C) ΔΙΑ CΥΝΔΡΟΜΗ(C) ΤΟΥ ΠΑΝΟC(Ι)ΟΤΑΤΟΥ ΑΓΙΟΥ ΠΡΟΗΓΟΥΜΕΝ(ΟΥ) / KΥΡΙΟΥ ΚΥΡΙΟΥ ΙΓΝΑΤΙΟΥ ΙΒΗΡΙΤΟΥ ΔΙ ΕΞΟΔΩΝ ΔΕ Κ(ΑΙ) ΕΥΛΑΒΕΙΑC ΤΩΝ ΚYΡΙΩΝ ΜΑΝΚΑΤΗ ΤΑΜΠΑΚΗ Κ(ΑΙ) ΚΩΝCΤΑ(ΝΤΙΝΟY) ΚΑΛΤΖΟΥΝΗ ΕΙC ΨΥΧΙΚ/ΗC ΤΩΝ CΩΤΗ/ΡΙΑC / ΔIΑ ΧΕΙΡΟC ΙΑΚΩΒΟΥ ΙΒΗΡΙΤΟΥ“.
Иконата се смята за чудотворна. Всяка година на 7 септември богомолци от цяла България и чужбина принасят своите дарове пред иконата и пренощуват в храма за здраве. На 8 септември – Малка Богородица, храмов празник на манастира – се извършва литийно шествие с чудотворната икона, благославяне на манастирския курбан и раздаването му за здраве.

### „Свети Йоан Кръстител“
Костницата „Свети Йоан Кръстител“, изградена в 1597 година, е разположена вън от манастирските стени, на 50 m на север, край манастирското гробище. Изписана а е в 1662 година.

### „Св. св. Кирил и Методий“
Църквата е разположена на 200 m североизточно от манастира. Построена е в 1912 – 1914 година от българите екзархисти, които не са допускани в патриаршисткия манастир, по инициатива на Яне Сандански. До църквата е погребан убитият в 1915 година Сандански.

## Други
На манастира е наречен булевард „Рожен“ в София (Карта).